# Terre Haute
Pour les articles homonymes, voir Terre Haute (homonymie).
Terre Haute (en anglais : /ˌtɛɹə ˈhoʊt/) est une ville de l'Indiana, aux États-Unis, siège du comté de Vigo. Elle comptait 60 785 habitants lors du recensement de 2010.

## Géographie
Situé dans l'ouest de l'État, à 121 km d'Indianapolis et à environ 10 km de la frontière de l'Illinois, Terre Haute se trouve sur la rive orientale de la rivière Wabash.

## Histoire
Le nom de la ville provient de l'expression française « terre haute ». Les trappeurs canadiens français nommèrent l'endroit ainsi au XVIIIe siècle à cause du plateau surélevé situé à proximité de la rivière Wabash. C'est ici que se faisait la séparation entre les deux colonies de la Nouvelle-France : le Canada situé au nord de la ville et la Louisiane qui se trouvait au sud.
En 1763, après la guerre de Sept Ans qui voit la défaite de la France, la ville et sa région rejoignent la colonie de la Louisiane, qui est cédée à l'Espagne. En 1805, après la vente de la Louisiane par les Français aux Américains, la ville entrera dans l'histoire des États-Unis d'Amérique.  
À partir de 1942, l'usine pharmaceutique Eli Lilly and Company de Terre Haute produisit jusqu'à 40 milliards d'unités de pénicilline par mois dans des réservoirs de 50 000 litres tandis que d'autres productions s'intégraient au programme d'armes bactériologiques de l'armée américaine.
Le sud-ouest de la ville abrite également depuis 1940 un pénitencier fédéral géré par le Bureau fédéral des prisons et disposant d'une unité spéciale de détention pour les détenus purgeant des peines de mort fédérale (couloir de la mort).

## Démographie
| Groupe                           | Terre Haute | Indiana | États-Unis |
| -------------------------------- | ----------- | ------- | ---------- |
| Blancs                           | 83,5        | 84,3    | 72,4       |
| Afro-Américains                  | 10,9        | 9,1     | 12,6       |
| Métis                            | 2,9         | 2,0     | 2,9        |
| Asiatiques                       | 1,5         | 1,6     | 4,8        |
| Autres                           | 0,8         | 2,7     | 6,4        |
| Amérindiens                      | 0,3         | 0,3     | 0,9        |
| Total                            | 100         | 100     | 100        |
|                                  |             |         |            |
| Hispaniques et Latino-Américains | 3,1         | 6,0     | 16,7       |

Selon l'American Community Survey, pour la période 2011-2015, 94,47 % de la population âgée de plus de 5 ans déclare parler l'anglais à la maison, 2,92 % déclare parler l'espagnol et 2,60 % une autre langue.

## Économie
Terre Haute a abrité une usine de la Commercial Solvents Corporation (en) de 1920 à 1964 utilisant le procédé Weizmann (fermentation ABE).

## Culture
- Le Swope Art Museum (en).
- La ville de Terre Haute apparaît dans le film Comme un torrent (Some Came Running) de Vincente Minnelli (1958), à côté de la ville imaginaire de Parkman, mais aucune scène ne semble avoir été tournée à Terre Haute.

## Jumelages
- Tajimi (Japon) depuis les années 1960.